# Белаковська Анжеліна Яківна
Анжелін́а Я́ківна Белако́вська (нар. 17 травня 1969, м. Одеса) — американська шахістка, гросмейстер (1993) серед жінок. Срібна призерка чемпіонату України із шахів серед жінок 1988 року.

## З життєпису
Народилася 1969 року в Одесі. З 1991 року мешкає у США. Закінчила Одеський сільськогосподарський інститут і Нью-Йоркський університет.
У складі збірної США — учасниця трьох Олімпіад (1994; 1996 й 1998). Чемпіонка США (1995, 1996, 1999).